# Malattie cerebrovascolari
La causa di morte più frequente nel mondo occidentale, a seguito delle malattie cardiache e dei tumori, è costituita dalle malattie cerebrovascolari.
È stato riscontrato che la metà dei pazienti con malattie neurologiche presentano inoltre patologie di tipo cerebrovascolare. Per lo studente di medicina e per il medico generale l'approccio a queste malattie è utile per affrontare il settore neurologico.
Il termine malattia cerebrovascolare sta a indicare qualsiasi alterazione cerebrale derivante da un processo patologico a carico dei vasi sanguigni, siano essi arterie, arteriole, capillari, vene o seni venosi (seno venoso).
La lesione vascolare può avere le caratteristiche anatomo-patologiche di un'occlusione da parte di un trombo o di un embolo, oppure di una rottura; le conseguenze a livello del parenchima cerebrale sono di due tipi: l'ischemia (con o senza infarto) e l'emorragia.
Un'alterazione della permeabilità della parete vasale, l'ipertensione e l'aumento della viscosità del sangue o modificazioni di una sua altra caratteristica reologica, sono altri meccanismi fisiopatologici coinvolti nella patologia cerebrovascolare.
Malattie come l'anemia falciforme e la policitemia sono complicate da ipertensione e aumento della viscosità del sangue, alterazioni che sono alla base degli ictus. Infatti un'alterata permeabilità vascolare è responsabile della cefalea, dell'edema cerebrale e delle convulsioni dell'encefalopatia ipertensiva.

## Elenco delle malattie cerebrovascolari
Tipi di malattie cerebrovascolari (Maurice, Victor - Principi di Neurologia):
1. Trombosi aterosclerotica;
2. Attacco ischemico transitorio (TIA o ictus);
3. Embolia (cardiogena, con origine nell'arco carotideo e aortico, paradossa);
4. Emorragia intracerebrale primitiva (da ipertensione) ed emorragia lobare non ipertensiva (terapia anticoagulante, amiloide, MAV);
5. Presenza di aneurisma sacciforme, MAV (malformazione artero-venosa) e loro rottura;
6. Arterite;
7. Sifilide meningovascolare, arterite secondaria a meningite da microrganismi piogeni e tubercolare, varietà infettive rare (tifo, schistosomiasi, malaria, trichinosi, mucormicosi ecc.);
8. Malattie del tessuto connettivo (poliarterite nodosa, lupus eritematoso ), malattia di Behçet, arterite di Wegener, arterite temporale, arterite di Takayasu, arterite aortica granulomatosa o a cellule giganti, angioìte primaria granulomatosa a cellule giganti delle arterie cerebrali e arterite da AIDS;
9. Tromboflebite cerebrale: sindrome da anticorpi antifosfolipidi; secondaria a infezioni dell'orecchio, dei seni paranasali, della faccia ecc.; nella meningite e nell'empiema subdurale; flebotrombosi nel postpartum e negli stati di debilitazione; insufficienza cardiaca; cachessia; contraccettivi orali (livello elevato di estrogeni);
10. Emopatie: policitemia, anemia a cellule falciformi, porpora trombotica trombocitopenica, trombocitosi, emboli di colesterolo, omocistinuria ecc.;
11. Traumatismi e dissezione a carico delle arterie carotidi e vertebrali;
12. Dissecazione aortica;
13. Ipotensione sistemica con stenosi arteriose: ipotensione intraoperatoria, sepsi, emorragia acuta, infarto miocardico, sindrome di Adams-Stokes, shock traumatico e chirurgico;
14. Complicanze dell'arteriografia;
15. Emicrania complicata con deficit persistenti;
16. Compressione vascolare per ernie tentoriali, del foramen magnum e sottofalciali;
17. Altre forme di malattie cerebrovascolari: displasia fibromuscolare, da eccesso di radioterapia, infarto territoriale dopo traumi cranici chiusi (di solito dissezione arteriosa), compressione da aneurisma sacciforme integro, complicanze della terapia contraccettiva orale, vasospasmo da emorragia subaracnoidea;
18. Cause indeterminate in bambini e giovani adulti: Malattia Moyamoya, omocistinuria, CADASIL (arteriopatia cerebrale autosomica dominante con leucoencefalopatia), arterite di Takayasu, MELAS (encefalopatia mitocondriale);
19. acidosi lattica.

## Incidenza
Principali varietà di malattie cerebrovascolari e loro frequenza
| Tipo malattia                                  | Studio di ictus di Harvard | Studio autoptico del BCH |
| ---------------------------------------------- | -------------------------- | ------------------------ |
| Trombosi aterosclerotica                       | 244 (32%)                  | 21 (12%)                 |
| Infarti lacunari                               | 129 (18%)                  | 24 (18.5%)               |
| Embolia                                        | 244 (32%)                  | 57 (32%)                 |
| Emorragia ipertensiva                          | 84 (11%)                   | 28 (15.5%)               |
| Rottura di aneurisma e malformazioni vascolari | 55 (7%)                    | 8 (4.5%)                 |
| Cause non determinate                          |                            | 17 (9.5%)                |
| Altre cause                                    |                            | 14 (8%)                  |